# Użubłędzie
Użubłędzie (lit. Užublendžiai) – wieś na Litwie, w okręgu wileńskim, w rejonie szyrwinckim.
Według danych ze spisu powszechnego w 2011 roku we wsi mieszkało 21 osób.
W latach 1922–1939 wieś znajdowała się na terenie II RP, od zachodu sąsiadując z granicą litewską.